# 财产保险
財產保险（英語：property insurance），又名产物保险，是以各种财产及其相关利益为保险标的的保险。财产保险是一种社会化的经济补偿制度，其主要目的是补偿投保人或者被保险人的经济损失。

## 承保范围
财产保险业务的承保范围，覆盖了除人自體產生或被侵害導致人體損傷的风险。比如航天工业、核电工程、远洋石油开发、企业财产、民事法律责任、商业信用责任、家庭财产或个人财产等。广泛的承保范围导致具体标的存在很大的差异，从而财产保险公司业务经营的范围也有更多的选择。财产保险的保险标的有客观具体的货币价值衡量标准，受益人可以通过财产保险获取充分的保障。

## 业务性质
财产保险承担着对保险客户保险利益损失的赔偿责任。理论上讲，财产保险经营建立在补偿保险客户的保险利益损失的基础上的，所以其业务性质是组织经济补偿。虽然实际上大量保险客户并未发生保险事故或保险损失而的不到补偿。
财产保险讲究损失补偿原则。它强调保险人必须按照保险合同的规定履行赔偿义务，同时不允许被保险人通过保险获得额外的收益。

## 经营内容
财产保险经营的内容比较复杂，主要体现如下：
- 投保人及保险标的的复杂性
财产保险的投保人可以是法人团体，也可以是居民家庭或者个人，同一保险合同又可以涉及多个保险客户或者法人团体，比如合伙企业或者公有财产等。投保时就要着手解决其相互关系。财产保险的保险标的可以涉及财产及其责任的各个方面，范围广，标的的形态不同，风险也比较复杂。
- 承保技术的复杂性
财产保险承保的过程，不仅要求保险人进行风险检查、严格核保，还要求保险人重视保险期间的防灾防损和保险事故发生后的理赔查勘等，环节多。这就要求保险人熟悉各种类型保险标的的知识，比如汽车保险要熟悉汽车方面的专业知识等。
- 风险管理的复杂性
财产保险危险比较集中，保险人通常要采用分保或再保险等风险管理方式分散风险。比如卫星保险的风险高度集中，一旦发生保险事故，会给承保人造成重大损失。所以各种财产保险，例如船舶保险、汽车保险、各种工程保险等，均需要通过风险管理手段分散风险。财产保险公司的风险主要来自保险经营，经营状况决定着财产保险公司的财务状况。

## 射幸性
财产保险发生风险的客户是少数，一旦被保险人发生损失，导致的保险赔款数倍于所缴纳的保险费。但是大部分客户并不发生风险损失，缴纳了保险费却不存在经济赔偿问题。这就是财产保险的射幸性：“幸运”的人被“命中”获取了保险金。虽然单笔保险业务支付的保险费和获取的保险赔款并不等价，但是从大量客户的损失总计和缴纳保险费总计上来看，二者又是等价的。

## 争论

### 概念界定
国际上，通常并不将保险业划分成财产保险和人身保险，而是划分为寿险和非寿险。臺灣将保险业务划分为财产保险与人身保险，再保险根据其保障保险人的损失的性质，应该属于财产保险的范畴。这同国际上的划分方法有出入。
财产保险的概念可以分为广义和狭义两种。狭义的财产保险通常指各种财产损失保险；广义的财产保险包括各种财产损失保险、责任保险、信用保险在内的一切非人身保险业务。